# Австралійські аборигени
Австралійські аборигени — корінне населення Австралії. Представники окремої австралоїдної раси, генетично близької до веддів Індостану, меланезійців та папуасів Нової Гвінеї. Чисельність корінних жителів континенту 2016 року становила 798 тис. осіб (3,3 % від загального населення Австралійського Союзу).
Розрізняють 3 групи австралійських аборигенів, що різняться антропологічними рисами та деякими особливостями культури:
- аборигени, що живуть на самому материку;
- тасманійці, винищені 1876 року;
- мешканці островів Торресової протоки та (островів Тіві).

## Самоназва
Материкові аборигени мають безліч назв, відповідно до племінного поділу, які походять від їхніх мов. Кожна назва відповідає племені, яке проживало у певному районі Австралії, наприклад:
- курі (англ. Koori) були поширені в Новому Південному Уельсі;
- муррі (англ. Murri) у Вікторії;
- нунгар (англ. Noongar) у західній Австралії;
- яматджі (англ. Yamatji) в центрально-західній Австралії;
- нунга (англ. Nunga) в південній Австралії;
- япа (англ. Yapa) в центральних районах Північної Території тощо.

## Історія

### Походження
Вважається, що вперше людина з'явилася в Австралії понад 40 тисяч років тому. Проте дослідження археологів, опубліковані у 2017 році, свідчать про появу людей на континенті принаймні 65 тисяч років тому. У 1968 році біля озера Мунґо на заході Нового Південного Уельсу, були виявлені останки людини, вік якої відповідно до даних радіовуглецевого аналізу — 25 тис. років. Морфологічно ця людина майже не відрізняється від сучасного аборигена. Стародавність кам'яних знарядь, виявлених на околицях озера Мунґо, виявилася ще більшою — 32 тис. років. Перші люди жили кочовими племінними групами, полювали зі списами та бумерангами, ловили рибу з човнів і збирали плоди, трави та коріння. Цінні знання аборигени передавали в переказах та піснях.

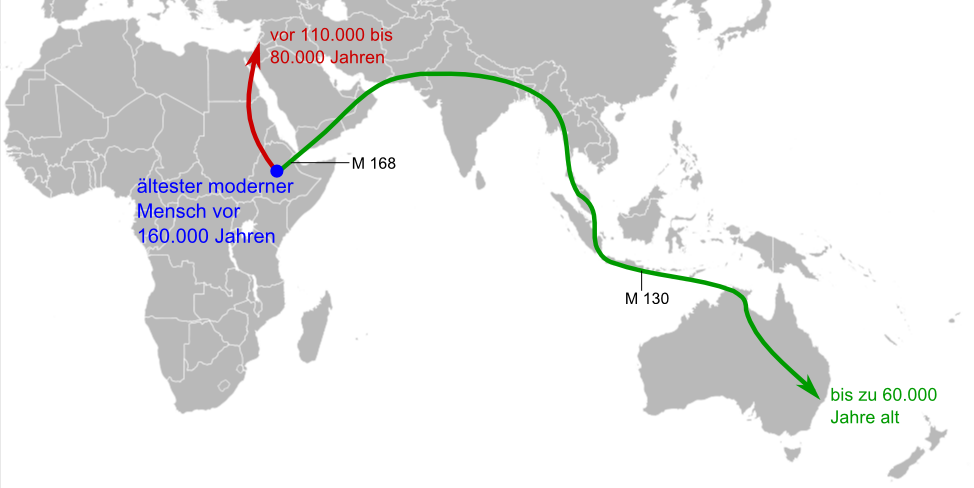
Генетична подорож аборигенів Австралії з Африки
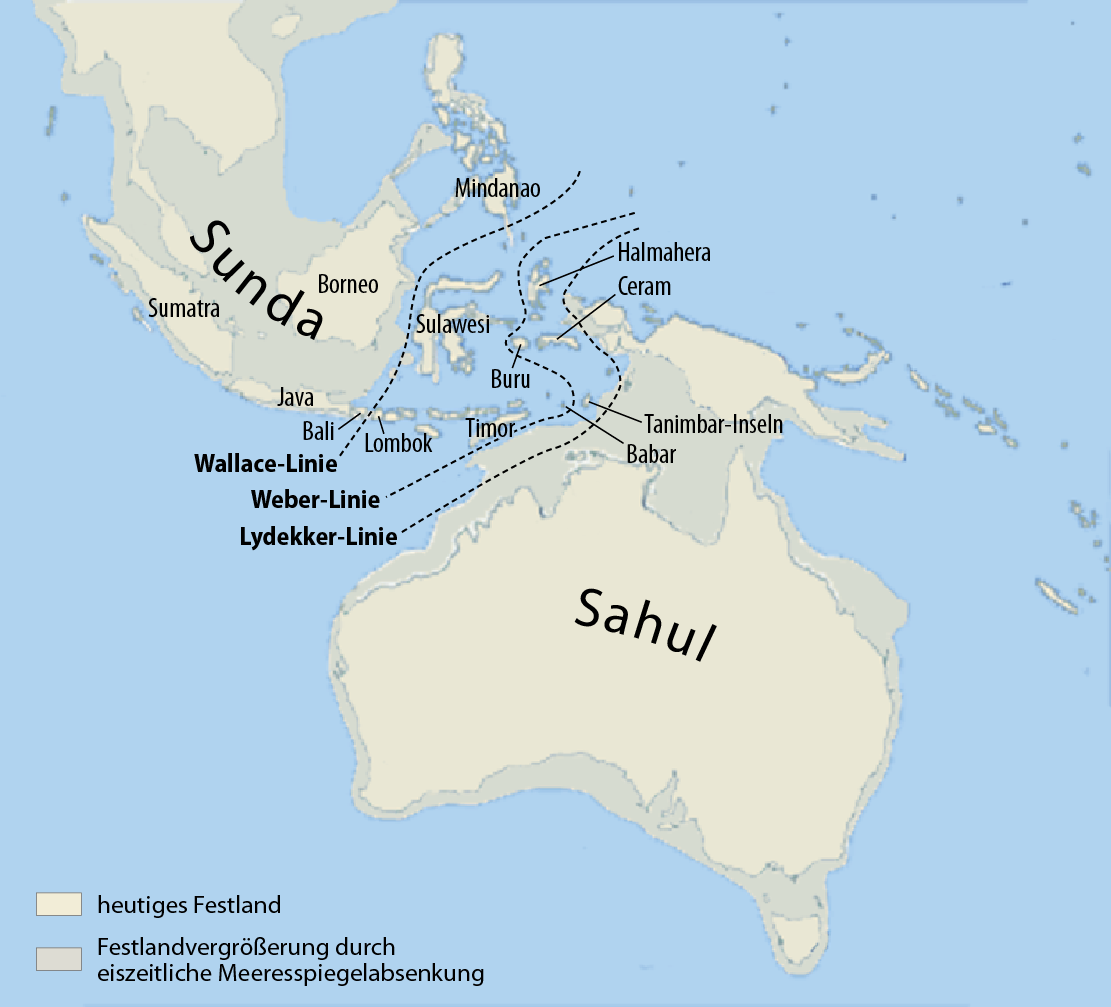
Субконтиненти Сунда і Сахул. Лінії Воллеса, Вебера і Лідеккера (англ.)

Практично із самого початку відкриття Австралії загадка походження аборигенів стала хвилювати багатьох дослідників. Була висловлена низка гіпотез. Аж до початку XX століття більшість науковців вважало їх автохтонним населенням материка. Але в XX столітті ця теорія не одержала підтвердження — не були знайдені останки ні вищих видів мавп, ні найдавніших людей.
Геологи встановили, що під час останнього льодовикового періоду, що закінчився 12-13 тис. років тому, рівень Світового океану був нижче, ніж тепер, і між Південно-Східною Азією й Австралією простиралася суша, лише місцями перерізана неширокими протоками. Протягом усього палеоліту й мезоліту Австралія й деякі острови Океанії разом з Південною й Південно-Східною Азією становили єдину культурно-історичну область. Мігранти з Південної й Південно-Східної Азії, почавши заселення Австралії, відділилися від інших рас і утримали в ізоляції особливості древнього загального расового типу, властивого деколи й іншим расам.

### Колоніальна епоха
До прибуття Джеймса Кука до Австралії її населення складали приблизно 300 тис. аборигенів, що кочували з місця на місце та займались мисливством, збиранням і риболовлею, переважно на східному узбережжі. Густота населення тоді становила 1 особу на 25 км². Кожне плем'я мало власну непостійну територію для полювання, яка змінювалась в залежності від сезонних умов, але у кожного племені були власні закріплені місця для зборів, виконання сакральних ритуалів, посвят. На чолі племен стояли досвідчені воїни, які могли змінюватись в залежності від ситуації та «рейтингу». Ритуальними обрядами керували найстаріші хранителі традицій. До початку XX століття англо-австралійці не визнавали рівності з аборигенами та ставились до них як до «братів менших», за першої ліпшої нагоди винищували або витісняли з обжитих місць. У 1820-х роках була заснована британська колонія на острові Тасманія, а за наступні 20 років місцеве населення острова було знищене. Так під час «Чорної війни» 1830 року острів прочесав ланцюг англійських стрільців від берега до берега, а залишки аборигенів виселені на острів Фліндерс. Остання аборигенка-тасманійка померла 1876 року

### Австралійський Союз

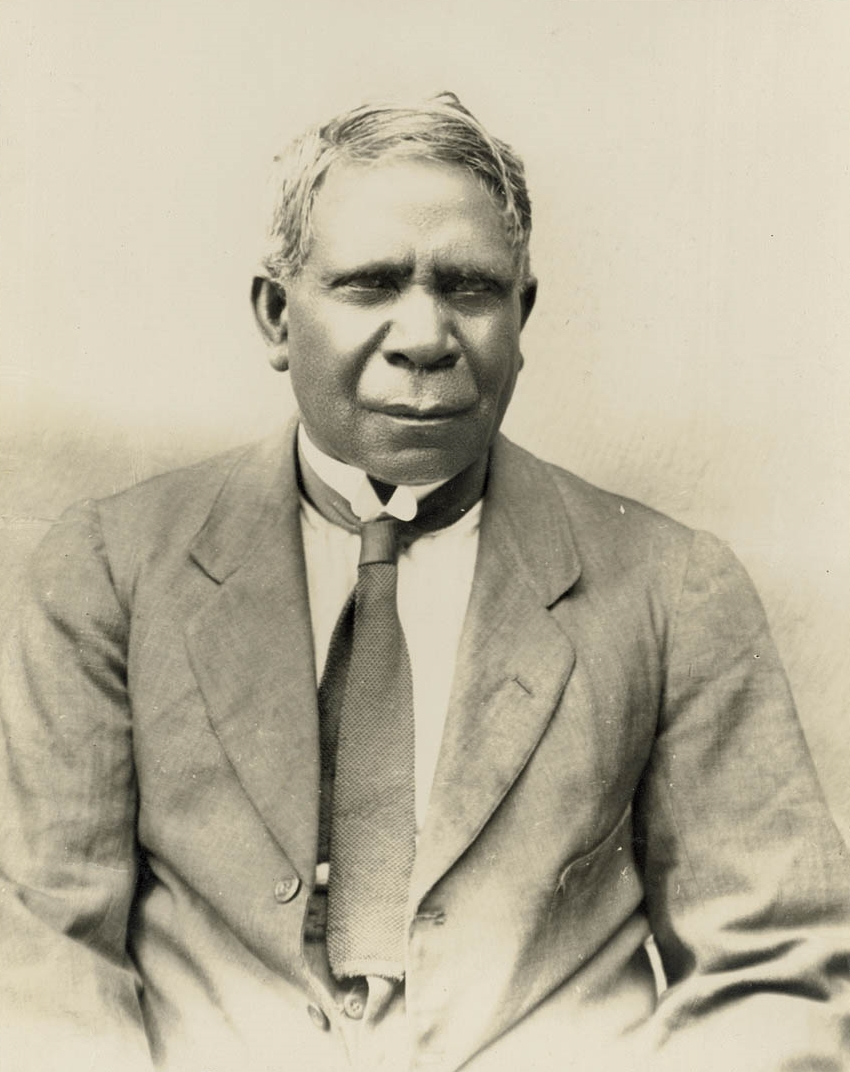
Девід Юнайпон — проповідник, винахідник, письменник та журналіст з племені нгарінджері

З утворенням Австралійського Союзу, на початку XX століття, стала проводитись політика сегрегації місцевого населення. Заради захисту «примітивних народів» було утворено ряд резервацій на узбережжях, надалі вони були перенесені здебільшого в пустельні регіони. Крім того уряд проводив політику примусової культурної асиміляції, відбираючи дітей аборигенів та віддаючи їх у виховні заклади або на всиновлення білим сім'ям середнього класу. З кінця 1960-х років розвивається рух за відродження культурної самобутності, за здобуття юридичних прав на традиційні землі. У багатьох штатах видані закони, що надають землі резервацій в колективне володіння австралійців в умовах самоврядування, а також охороняють їх культурну спадщину. Проте під час гірничої лихоманки 1960-х років масове відчуження земель під видобуток корисних копалин без жодних компенсацій показало цілковиту декларативність законодавчого «захисту» аборигенів. 1967 року було проведено загальнодержавний референдум і скасовано дискримінаційні статті конституції щодо прав тубільного населення, а вже 1973 року відбулися перші вибори до Національного консультативного комітету аборигенів.
Відомими представниками австралійських аборигенів є художник Альберт Наматжира, письменник Девід Юнайпон, футболіст Девід Віррпанда, телеведучий Ерні Дінго, актор і оповідач Девід Галпіліл (Гулпіліл), співачка Джессіка Мобой (змішаного австралійсько-тиморського походження). З 2007 року в Австралії існує Національне аборигенне телебачення Австралії, що працює поряд з іншими мовленням для національних громад країни SBS (транслюється на 68 мовах). Ці програми, розпочаті як внутрішнє мовлення, з розвитком мережі Інтернет тепер доступні по всьому світові. Хоча Національне аборигенне телебачення Австралії через нерозвиненість аборигенних діалектів виходить англійською мовою, воно надає можливість внутрішній і міжнародній аудиторії вивчати аборигенні мови за допомогою телевізійних уроків, запущених 2010 року.

## Антропологія
Австралійці — представники осібної австралоїдної раси, яка характеризується дуже цікавим поєднанням архаїчних та прогресивних рис будови тіла. Для представників австралоїдної раси характерні: середній зріст, міцна статура з довгими кінцівками, темна шкіра, широкий ніс, прогнатизм (тобто сильне виступання вперед лицьової частини черепа), хвилясте волосся, сильний ріст волосся на обличчі та тілі. Через темний колір шкіри австралійців раніше помилково зараховували до негроїдної раси. Насправді їх предки заселили континент у дуже давні часи ще до оформлення сучасних рас, тому насправді в австралійців є риси що зближують їх з усіма іншими расами. Наприклад деякі особливості будови черепа та оволосіння зближують їх з європеоїдами, колір шкіри та будова обличчя з негроїдами, а генетично вони ближчі до монголоїдів. Серед австралоїдів є народи, серед яких трапляються природні блондини.
Поширена австралоїдна раса на австралійському континенті, у Південній Азії та Океанії.

## Мови

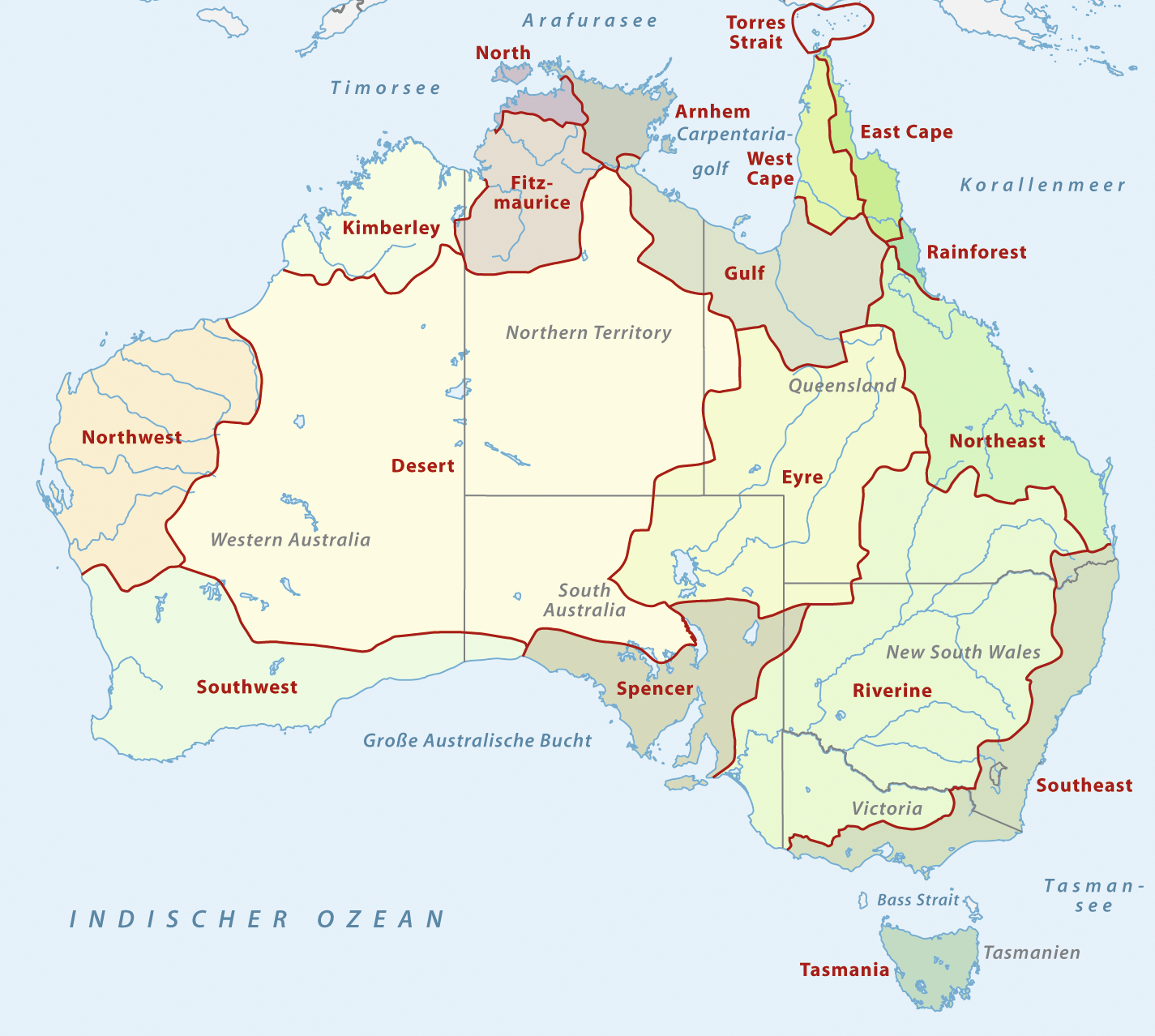
Сучасні регіони розселення аборигенів Австралії

Мови австралійців становлять окрему австралійську мовну групу й поділяються на 6 окремих груп з величезною кількістю місцевих діалектів. У давнину існувало близько 500 кланів австралійських аборигенів, і в кожного з них була своя територія і своя власна складна мова. Слова доповнюються виразними жестами. Більшість мов безписемні, для ряду створено писемність на основі латинської абетки. Найбільш поширені: курнаї, нариньєрі, каміларої, араба-на, аранда та дієрі. Аборигени й метиси у містах розмовляють англійською, рідних мов здебільшого не знають.

## Чисельність

Відсоток аборигенного населення від загального (перепис 2011 року)

Загальна чисельність корінного населення континенту до його колонізації європейцями наприкінці XVIII століття невідома. Вважається, що чисельність сягала 250—300 тисяч чоловік, а за деяким підрахункам навіть півмільйона чоловік. Внаслідок колонізації більшість була винищена (чисельність на 1959 рік становила 45—50 тис. чол.), а частина витіснена в пустельні райони. Близько чверті було переселено в резервації. Аборигени жорстоко експлуатувалися і зазнавали расової дискримінації. Починаючи з 1960-х років, уряд офіційно закріпив за аборигенами їхні землі. На даний час темпи зростання чисельності аборигенів (в силу високої народжуваності) значно перевищують середньоавстралійські, хоча їхній рівень життя істотно нижчий. Чисельність 2006 року становила 517 тис. осіб (2,2 % від загального населення); 2016 року — 798 тис. осіб (3,3 %).

## Господарство
Основою господарства австралійських аборигенів було мисливство, рибальство та збиральництво. Чоловіки займались полюванням, використовуючи кам'яні сокири, бумеранги, списи; жінки — збиральництвом. Австралійські аборигени не знали ні землеробства, ні скотарства.
Більшість австралійських аборигенів кочували, традиційно жили просто неба чи споруджували тимчасові житла напівсферичної форми, вітрові стінки з гілок дерев, або тимчасові халупи з гілок, кори та листя, обкладених камінням, або обмазаних глиною. Одяг аборигенів складається з пов'язок, виготовлених зі шкури кенгуру, які носять на стегнах, та прикрас. При цьому їхні тіла вигадливо розмальовані. Аборигени не приручили жодної свійської тварини, але дуже добре вивчили тваринний і рослинний світ навколо себе й майстерно користувались цими знаннями.
Сьогодні невелика кількість аборигенів малонаселених районів центральної Австралії живе так само, як їхні пращури. Більшість же корінних жителів зазнали вестернізації, переселилися до міст.

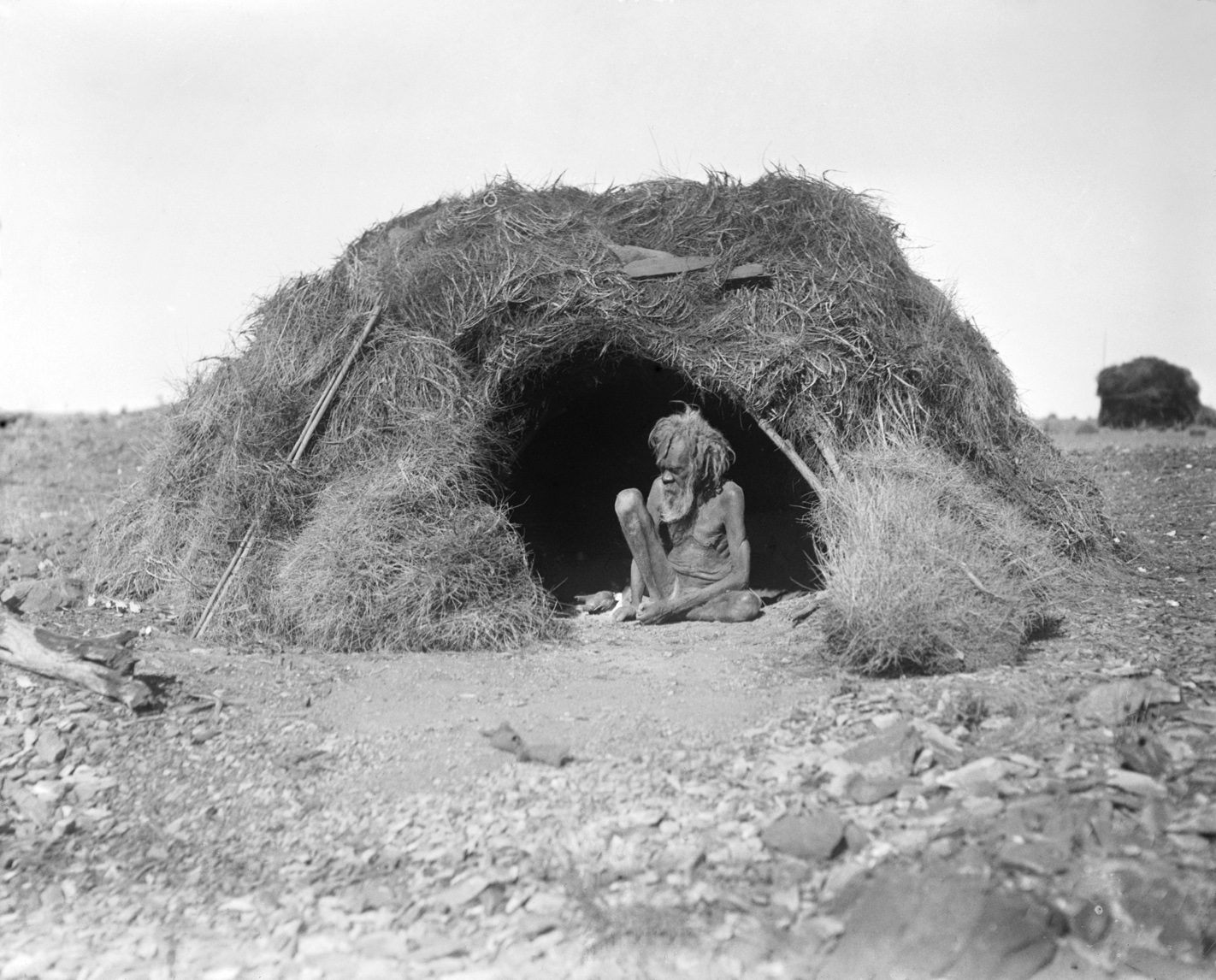
Житло аборигенів Арнемленду, 1920 рік
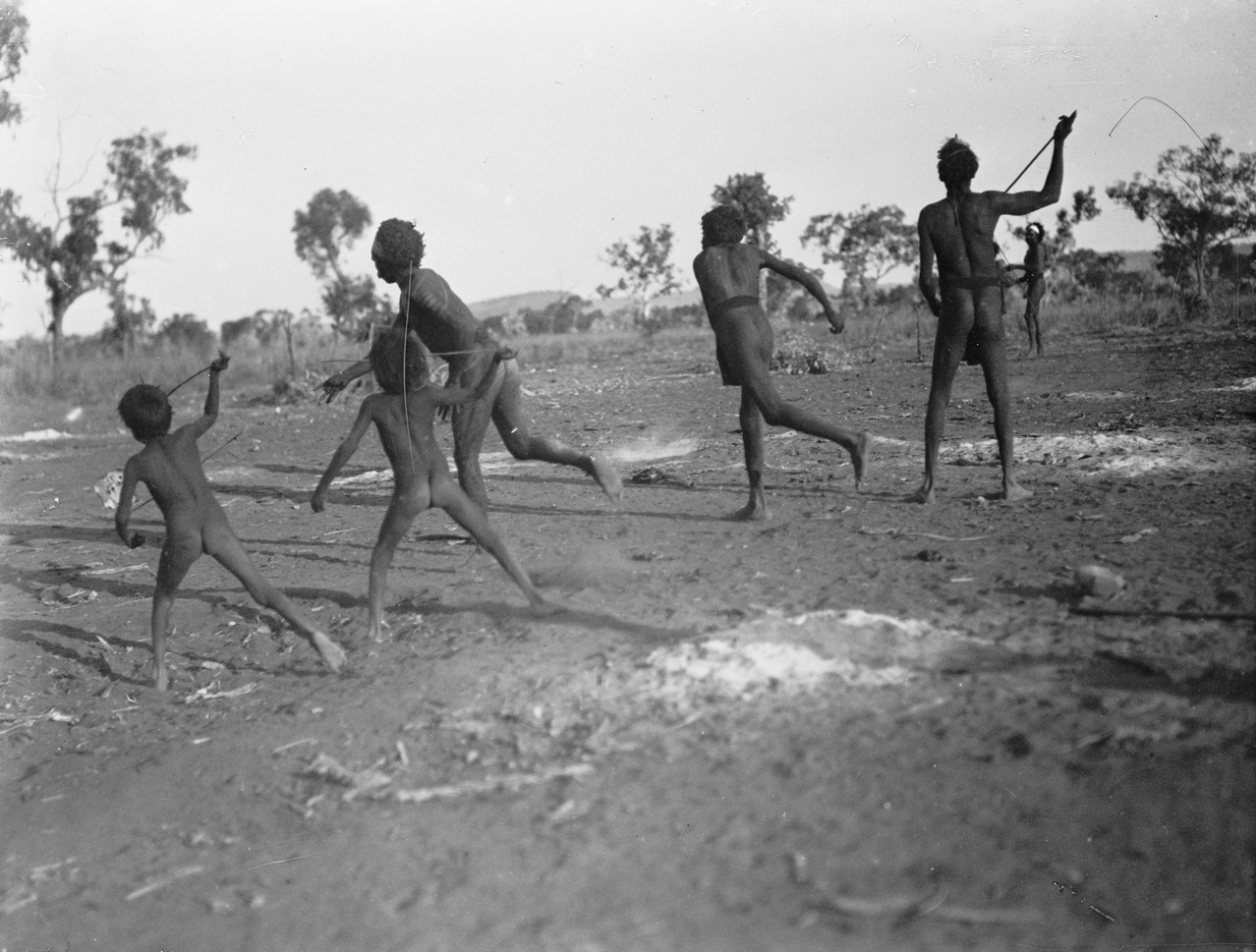
Аборигени грають у горрі, 1922 рік
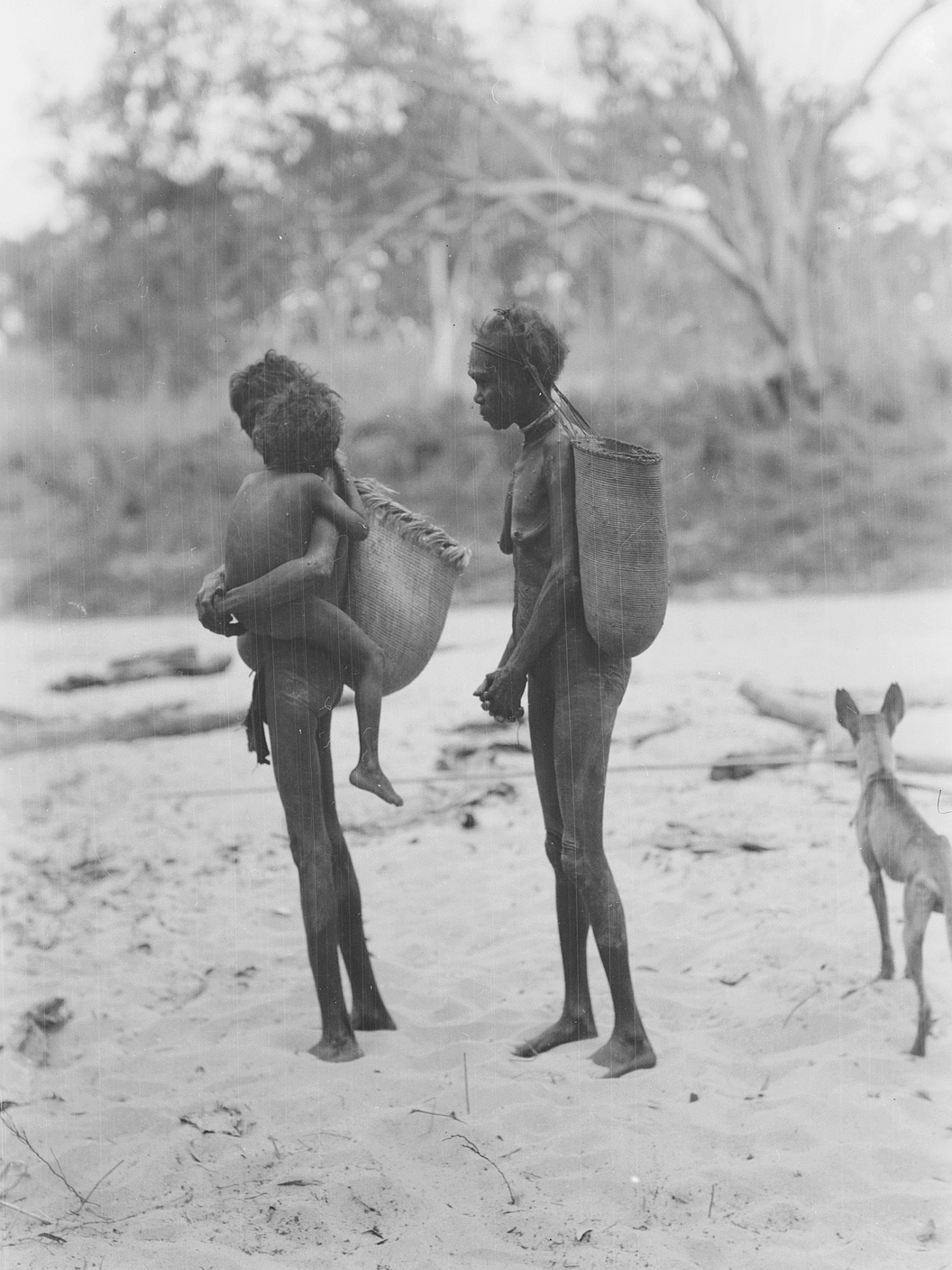
Аборигенки Арнемленду, 1928 рік
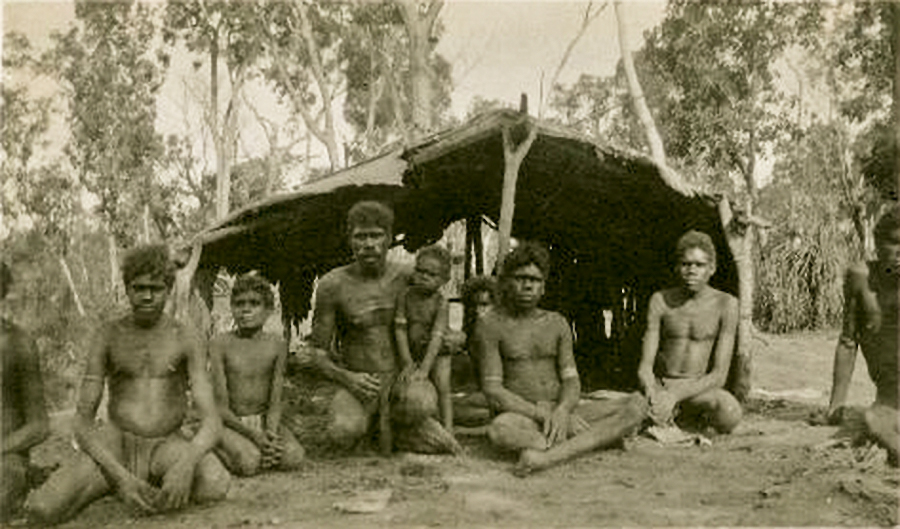
Аборигени Арнемленду поблизу власного житла, 1933 рік
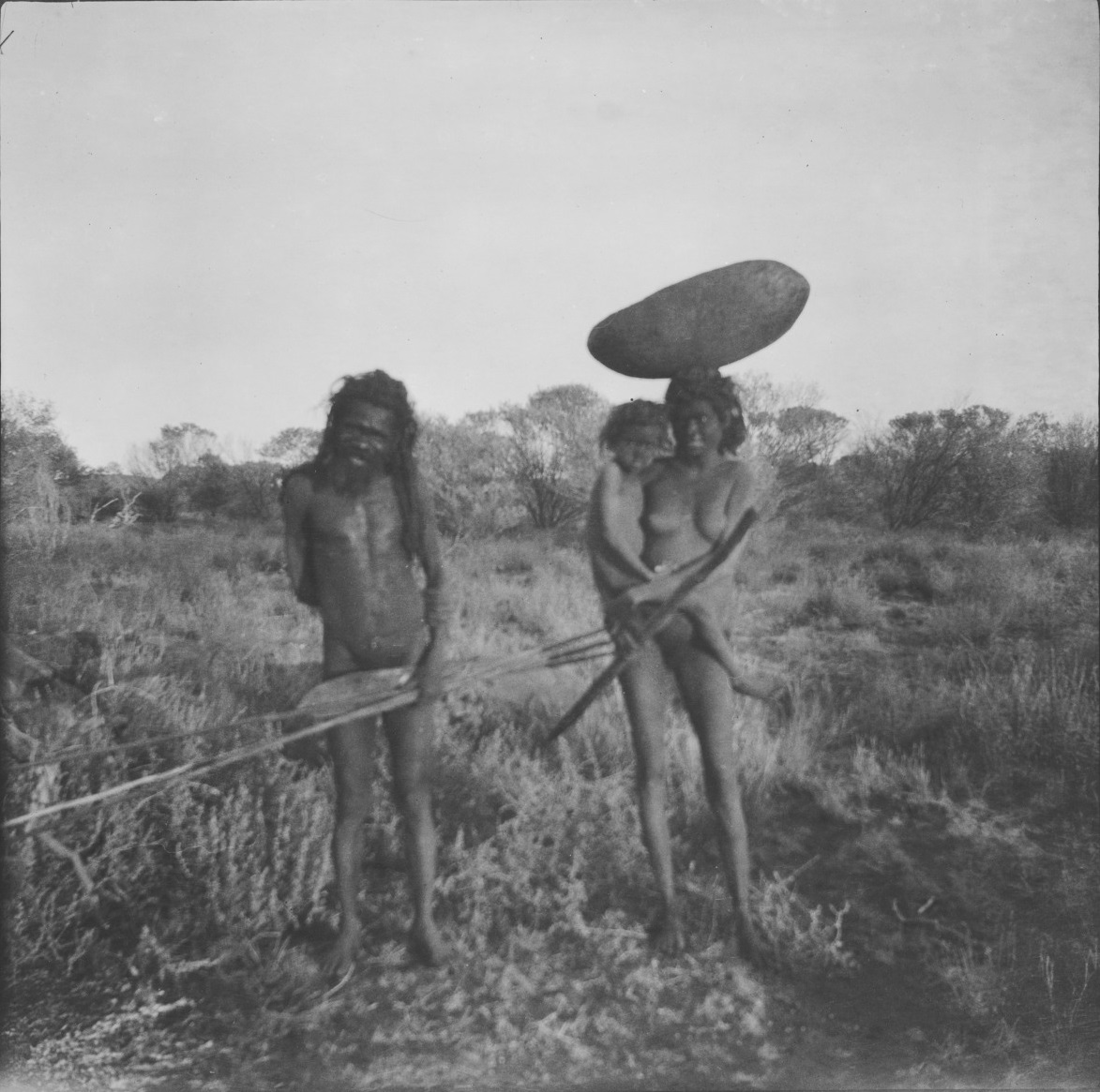
Аборигени південної Австралії, 1903 рік

У австралійських аборигенів існував первіснообщинний лад. Кожне плем'я поділялось на 2 екзогамні групи — фратрії, фратрії — на кілька родів, належність до яких успадковувалась, в основному, по материнській лінії. У деяких племен збереглися пережитки групового шлюбу. Австралійські аборигени мали систему віково-статевих угруповань. Група дорослих мисливців протиставлялася групі жінок і дітей. Тільки виконавши ряд обрядів, юнаки ставали повноправними членами племені.

## Соціальна організація

### Плем'я
Корінне населення Австралії розділене на племенні групи. У 1788 р. таких груп нараховувалось приблизно 500. Межі племінної територію чітко визначені і співпадають з природними рубежами.
Плем'я австралійський аборигенів не було політичною одиницею та не мало централізованої влади, а також не виступало як єдине ціле ні у війні, ні у господарській діяльності. Тому австралійське плем'я у більшості випадків — це територіальна група, що спілкується однією мовою або схожими діалектами.
З племінною територію австралійські аборигени були пов'язані духовно. Вона вважалась батьківщиною їхніх міфологічних великих предків, кожна примітна особливість місцевості приписувалась їхній діяльності. Племінна територія також слугує місцем перебування душ людей, які ще не народились, рослин і тварин, від яких залежить виживання мисливця-збирача. Якщо з економічних причин плем'я мусило кочувати на іншу територію, то на ній поступово вироблялись нові міфологічні зв'язки.

### Локальна група
Плем'я австралійських аборигенів становило 10-15 локальних груп, кожна з яких налічувала 30-60 членів. Локальна група — це основна ланка соціальної організації корінних жителів Австралії. Вона є частиною племені та володіє часткою племінної території. Являє собою розширене сімейство: голова-чоловік і його нащадки за чоловічою лінією. Кожна група має свою назву. Локальна група патрилінійна, вірілокальна та екзогамна.
Локальній групі належать права на мисливство та збиральництво на її територію; члени інших груп можуть ступити у межі цієї місцевості і полювати там лише отримавши дозвіл. Але такого дозволу не потрібно, якщо члени локальних груп мають родинні зв'язки.

## Культура
Матеріальна культура аборигенів Австралії представлена такими виразними елементами мисливської зброї як бумеранг, палиця, спис; рибальськими неводами з трави. Важливою складовою матеріальної культури австралійських аборигенів були малюнки мінеральними пігментами на корі евкаліпта та на стінах печер, у яких вони зображували навколишній світ, тварин, міфічних істот, силуети власних долонь.

### Мистецтво
Мистецтво аборигенів переважно відбиває їх релігійні вірування — чи то наскельні малюнки, розписи на стінах печер та на корі дерев (кланові знаки племені напальярі), чи то перекази та пісні. Музика аборигенів виконується на діджериду (довгій дерев'яній трубі), ритм відбивають за допомогою двох палиць, постукуючи ними одна об одну (часто для цього використовують бумеранги). Під акомпанемент діджериду співець-оповідач розповідає про минуле. З прикрас австралійські аборигени носили головні пов'язки, носові палички.

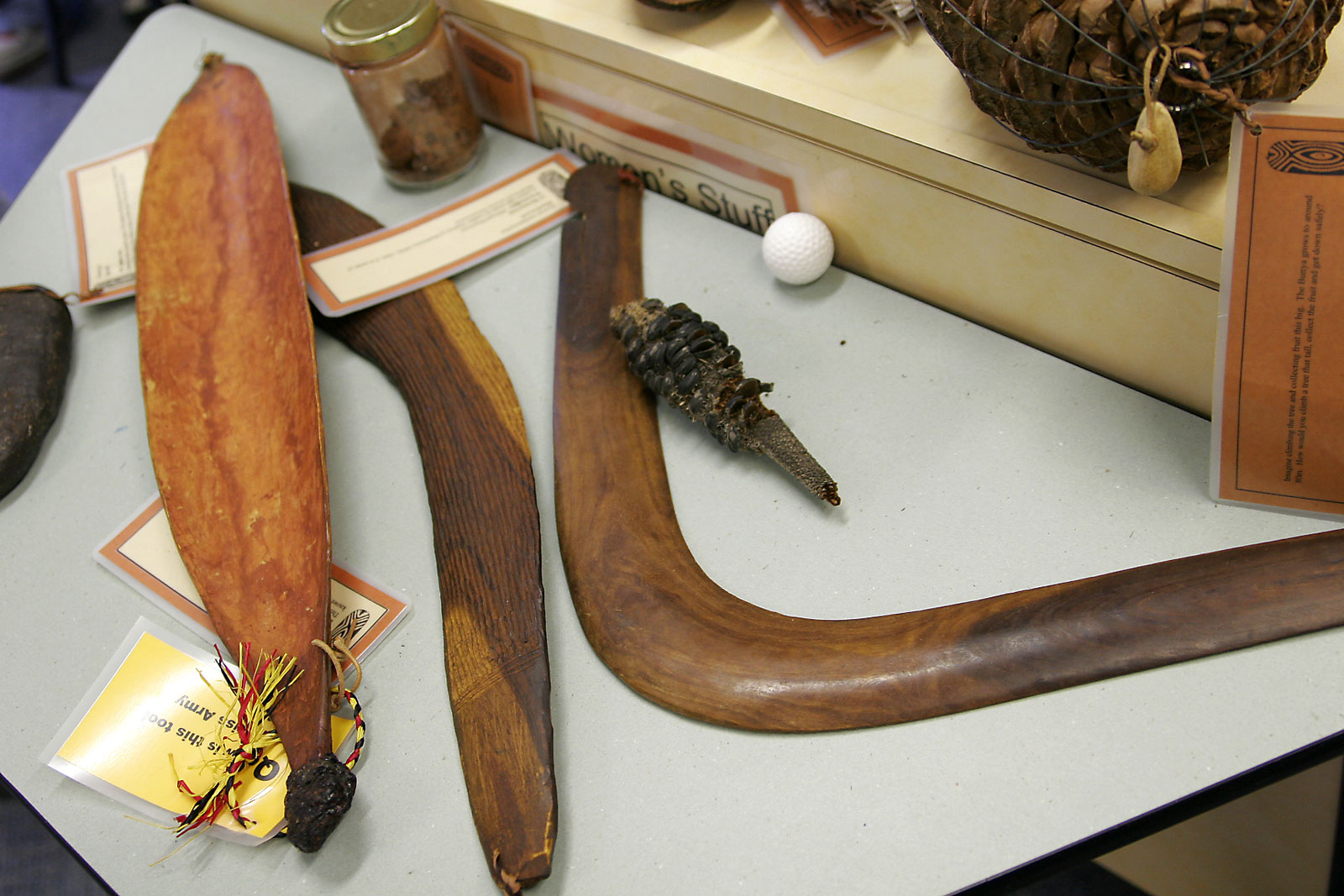
Вумера (списожбурлялка), палка для метання, бумеранг
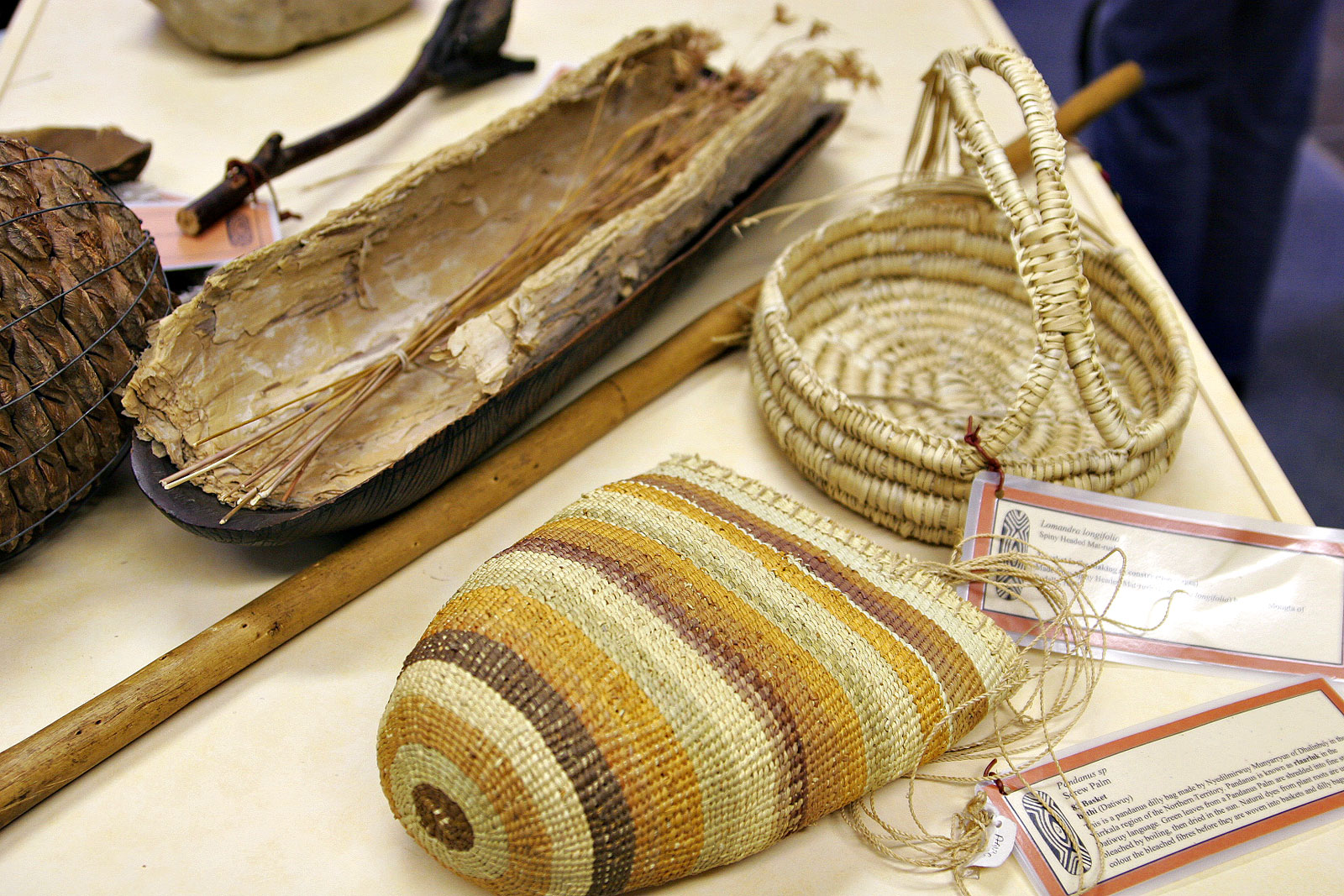
Куламон, трут, спис
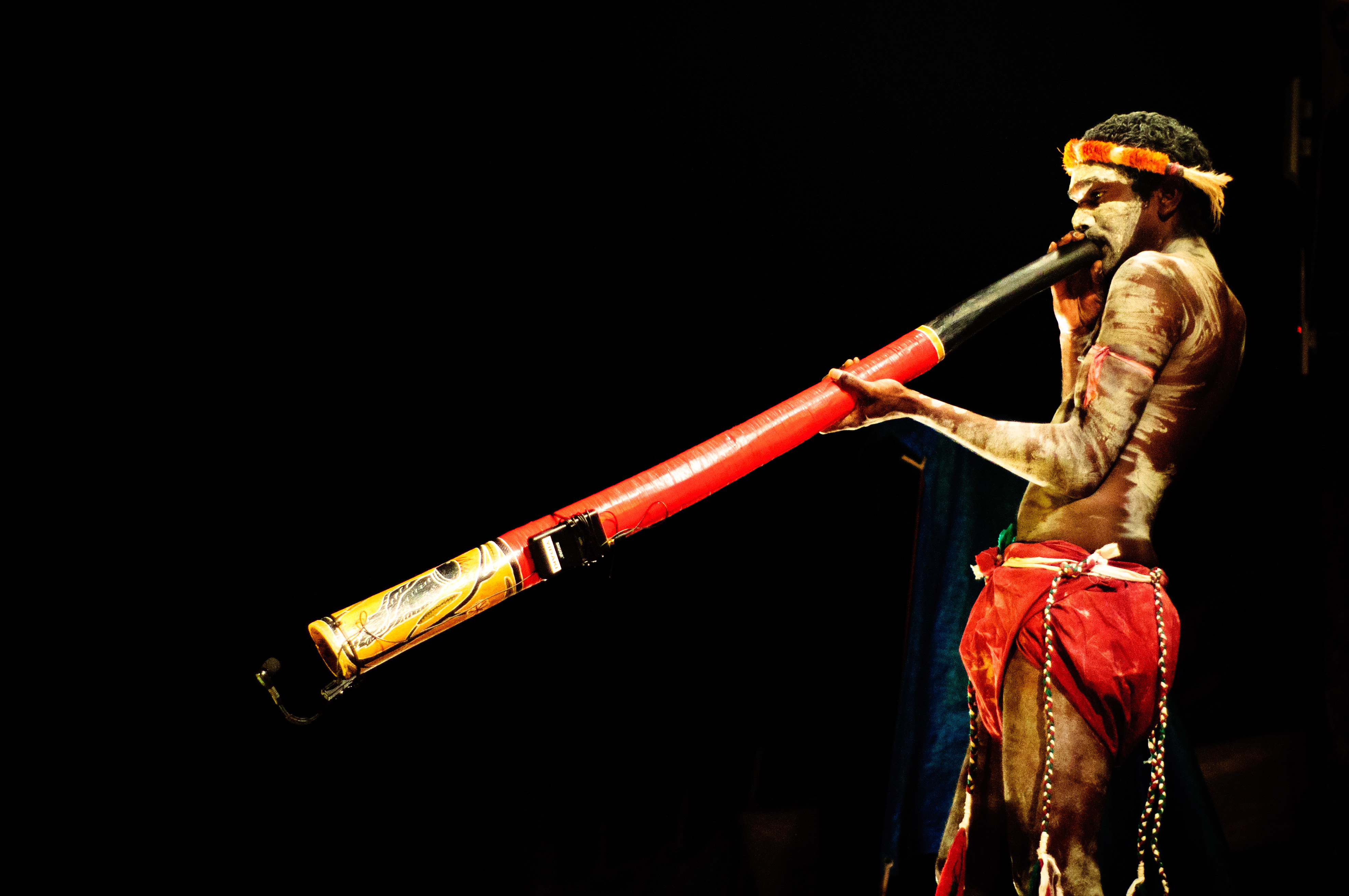
Гра на діджериду
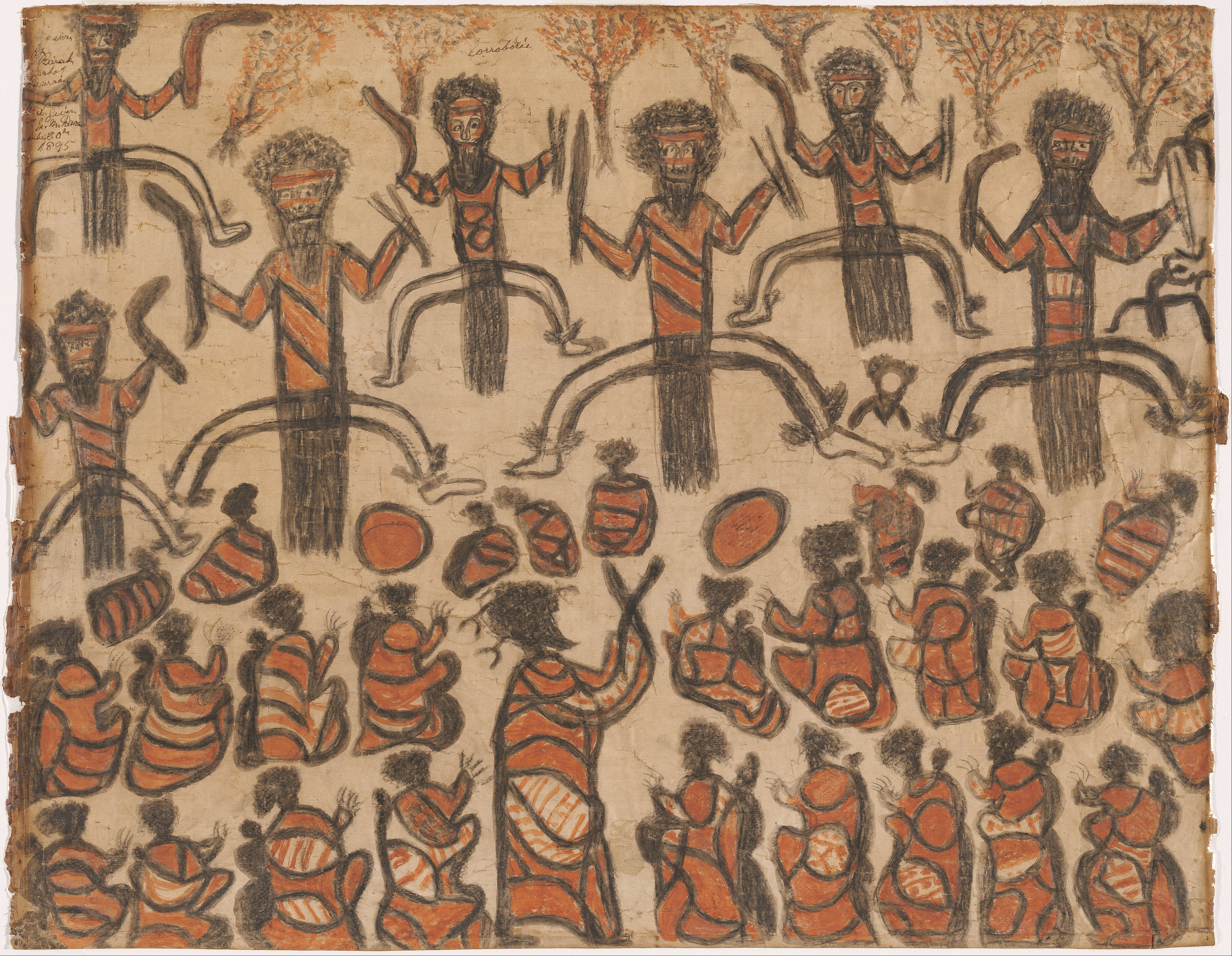
Танок корроборі

### Фольклор
Фольклор австралійських аборигенів — казки, легенди. Дуже поширене танцювальне мистецтво (корроборі), спортивні ігри (метання бумерангів, вільна боротьба).

### Вірування
Вірування — анімізм, віра в те, що кожен предмет, істота або явище має власну душу; тотемізм; магія та чаклунство. У багатьох племен були особливі священні емблеми — чуринги (орнаментовані дощечки). Ритуали відіграють значну роль у віруваннях аборигенів. Частиною багатьох ритуалів є розмальовування тіла. Аборигени вірять, що світ створили їхні предки, серед яких були люди, тварини, сонце і вітер. Епоха створення світу в багатьох племен називається тим самим словом, що й сновидіння — епоха сновидінь. У своїх ритуалах аборигени намагаються повернути його, щоб не перервався зв'язок поколінь від первопредків до їхніх нащадків через певних тотемних тварин (кенгуру, ящірку, ему, рибу тощо). В історичні часи це виконувало певну екологічну роль у підтриманні природної рівноваги в місцевих екосистемах.
Австралійські аборигени вважали, що існує не тільки наша фізична реальність, але й інша реальність, населена духами предків. Наш світ і ця реальність перетинаються і взаємно впливають одне на одного. Одним з місць, де зустрічаються світ «снів» і реальний світ, є небо: дії предків проявляються в появі й русі сонця, місяця, планет і зірок, однак і дії людей можуть вплинути на те, що відбувається на небі.

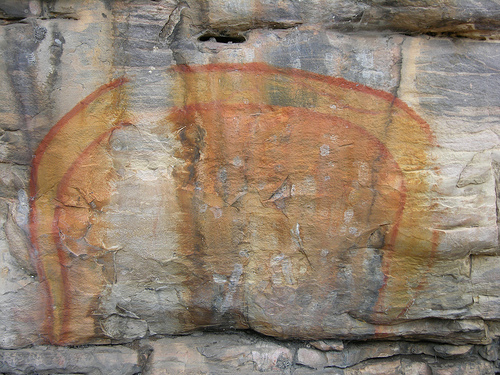
Веселковий змій, наскельний малюнок вохрою
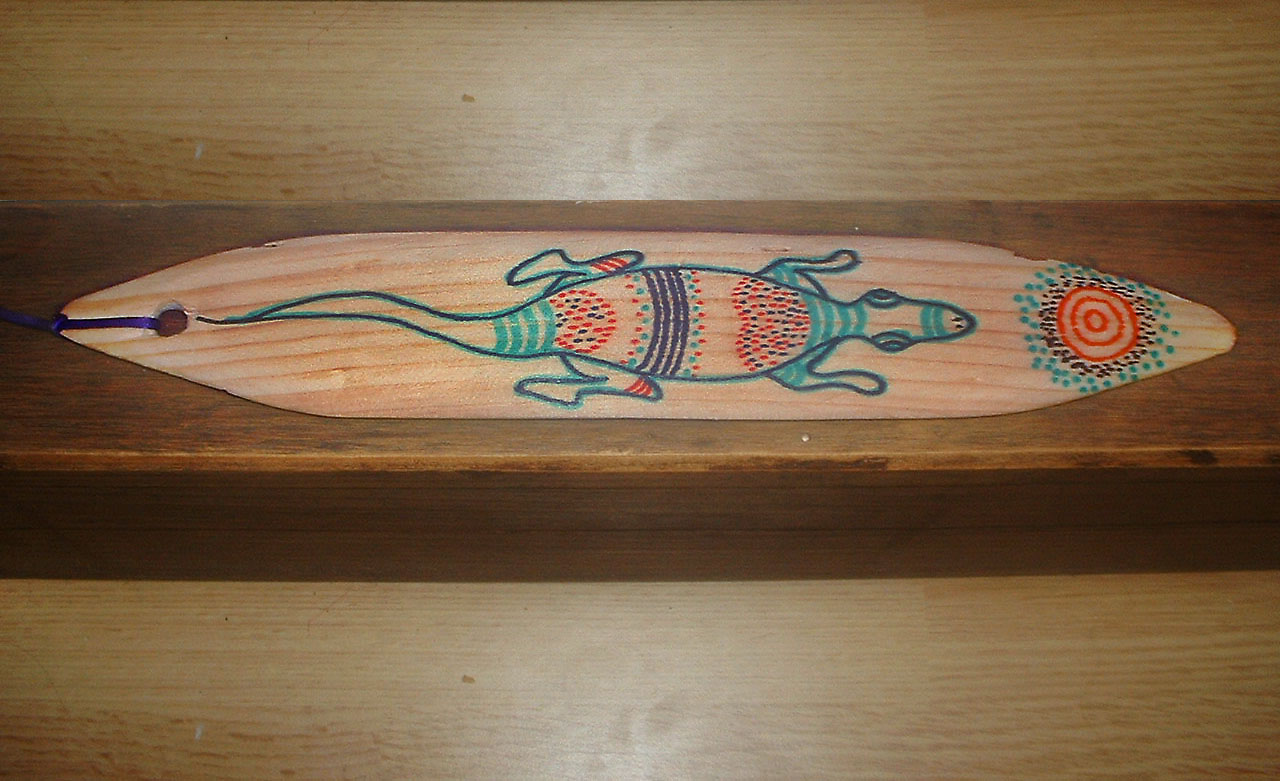
Малюнок на чуринзі
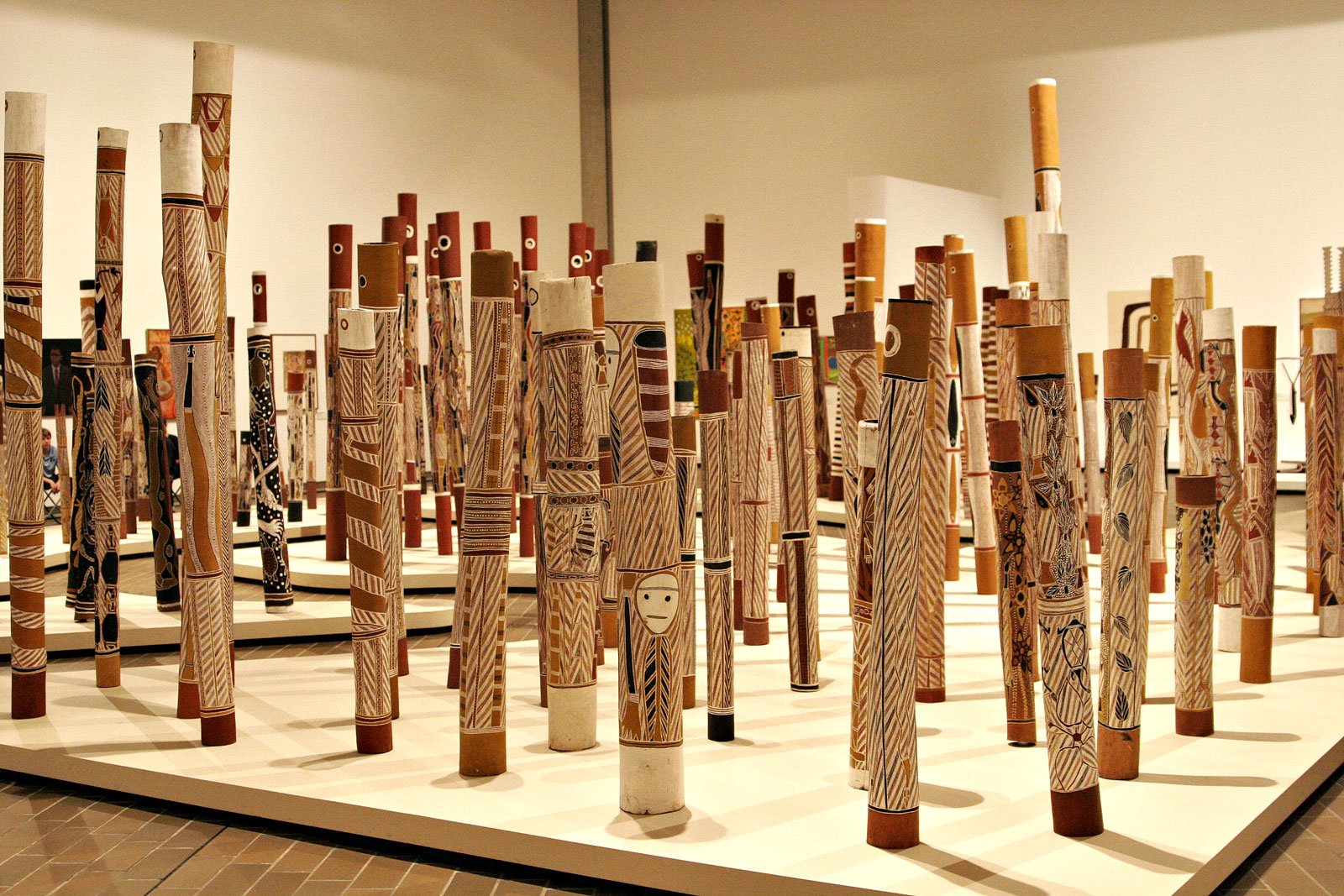
Довгі урни з прахом

У міфології аборигенів велика увага приділяється об'єктам зоряного неба. При цьому залишається неясним, чи зображувалися небесні об'єкти в наскельних розписах. Вважається, що деякі стилізовані зображення страуса ему співвідносяться з темними пиловими хмарами Чумацького Шляху. Цікаво, що темним хмарам Чумацького шляху надавалося визначальне значення також і в астрономії інків. Незважаючи на наявність у аборигенів певних відомостей про небо і об'єкти на ньому, а також на окремі спроби використовувати небесні об'єкти в календарних цілях, немає відомостей про те, що якесь із племен аборигенів використовувало календар, пов'язаний з фазами Місяця; не використовувалися небесні об'єкти і для навігації.

### Культура аборигенів в кіно
- 1971 — «Обхід».
- 1977 — «Остання хвиля», фільм відомого австралійського режисера Пітера Уїра.
- 1984 — «Там, де мріють зелені мурахи».
- 2002 — «Клітка для кроликів» (англ. Rabbit-proof fence), розповідає про спроби «перевиховання» дітей австралійських аборигенів.
- 2006 — «Десять човнів», з життя австралійських аборигенів, який мав успіх у світовому кінопрокаті і навіть відзначений спеціальною премією Каннського фестивалю. Всі актори фільму були аборигенами і розмовляли рідною мовою йолнгу-матха.